# Diplodus fasciatus
Diplodus fasciatus es una especie de peces de la familia Sparidae en el orden de los Perciformes.

## Morfología
• Los machos pueden llegar alcanzar los 40 cm de longitud total.

## Distribución geográfica
Se encuentra en las  costas centrales del  Atlántico oriental: es una especie  endémica de Cabo Verde.